# Zakażenia okresu noworodkowego
Zakażenia okresu noworodkowego podzielono w sposób arbitralny, ale nie jednomyślny, na zakażenia:
- wczesne (early onset sepsis)
- wtórne.

Zakażenia wczesne są w 100% spowodowane kolonizacją wewnątrzmaciczną (zakażenia odmatczyne) i ich kliniczna manifestacja powstaje w pierwszych 72 godzinach (według niektórych źródeł 120 godzinach) od momentu urodzenia.
Zakażenia wtórne są wynikiem zakażenia szpitalnego.
Wystąpienie objawów w czasie pierwszych 3-5 dni jest pochodzenia endogennego (odmatczynego).
Zakażenia te mogą rozwijać się wskutek:
- zakażenia wewnątrzmacicznego na drodze krwionośnej bądź wstępującej.
- zakażenia nabyte w trakcie porodu wskutek kontaktu ze zmianami zapalnymi w kanale rodnym bądź kroczu.
- zakażenie płodu śródporodowe wywołane zachłyśnięciem wodami płodowymi.

Zakażenia wewnątrzmaciczne spotyka się w 0,5% do 2% wszystkich ciąż.
Czynniki sprzyjające wystąpieniu zakażenia wewnętrzmacicznego:
- wiek ciążowy
- rodność
- przebieg ciąży
- czas trwania porodu
- częste badania wewnętrzne ciężarnej lub rodzącej
- gorączka u matki lub uogólniona infekcja
- pęknięcie błon płodowych więcej niż 12 godzin przed  porodem
- niska masa urodzeniowa
- niedotlenienie płodu
- cuchnący charakter wód płodowych lub zmiany ich zabarwienia.

W rozwoju tych zakażeń mają znaczenie następujące wrota zakażenia:
- droga wstępująca
- krwionośna czyli przezłożyskowa.

Najczęstszym mechanizmem drogi wstępującej jest przedwczesne pęknięcie błon płodowych i tą drogą kolonizacja worka owodniowego. Bakterie mogą indukować czynność skurczową, poprzez uwalnianie prostaglandyn i stąd znaczna ilość porodów przedwczesnych przy wystąpieniu zakażenia

## Diagnostyka
Zakażenie noworodkowe jest jedną z tych chorób, które muszą być leczone już w momencie ich podejrzenia. Stąd, w diagnostyce tego stanu, ważną rolę odgrywają niejednokrotnie szczegóły.
Rozpoznanie zakażenia w okresie noworodkowym opiera się na:
- Wywiadzie położniczym
- Objawach klinicznych
- Wykładnikach laboratoryjnych
- Badaniach bakteriologicznych płynów ustrojowych
- Wymazów rutynowych z miejsc objętych zakażeniem.

Wywiad położniczy u matki
- Niedojrzałość < 37 tygodnia ciąży
- Punktacja Apgar < 5 w 5 minucie
- Ciąża wielopłodowa
- Płeć męska
- Przedwczesne pęknięcie błon płodowych >18 godzin
- Znaczny stopień kolonizacja pochwy (vaginosis)
- Zmiany zapalne pochwy (vaginitis)
- Zapalenie błon płodowych, które sugeruje:
  - Ciepłota u matki á 38 stopni Celsjusza
  - Wzmożone napięcie macicy
  - Tachykardia u matki lub płodu
  - Leukocytoza u matki á12-15 000
  - Ropny lub cuchnący płyn owodniowy
  - Obecność bakterii lub leukocytów w preparacie bezpośrednim barwionym metodą Grama
- Zakażenie układu moczowego u matki
- Przedłużony poród
- Poród zabiegowy

### Objawy kliniczne u noworodka
Najczęstsze objawy:	   
- zaburzenia termoregulacji
  - gorączka lub hipotermia
- Ośrodkowy ukł. nerwowy
  - apatia lub pobudzenie
  - osłabienie lub wzmożenie napięcia mięśniowego
  - drżenia lub drgawki
  - napięcie ciemiączka
  - oczopląs
- Układ oddechowy
  - sinica
  - postękiwania i nieregularny oddech
  - tachypnoe (przyspieszenie oddychania)
  - bezdech
  - wciąganie kl. piersiowej
- Układ krążenia
  - bladość lub sinica
  - chłodna wilgotna skóra kończyn
  - tachykardia
  - arytmia
  - niedociśnienie
- układ pokarmowy	
  - gorsze łaknienie, brak przyboru masy ciała
  - wymioty, zwłaszcza podbarwione żółcią
  - biegunka
  - zaparcie i wzdęcie brzucha
  - zaczerwienienie ściany brzucha
  - powiększenie wątroby lub śledziony
- skóra	
  - żółtaczka
  - zaczerwienienie skóry
  - plamica krwotoczna
  - ropne krostki
  - zanokcica
  - zapalenie pępka

### Wykładniki laboratoryjne
- Morfologia krwi:
  - Leukocytoza > 35 000
  - Leukopenia < 5000 lub neutropenia < 1500 (szczególnie źle rokujące objawy).
  - Trombocytopenia <100 000
  - Niedokrwistość
  - Ocena tzw. wskaźnika fagocytarnego - stosunek niedojrzałych form leukocytów do ich liczby całkowitej > 0,2.
- Białko ostrej fazy CRP. Obiektywne dopiero od 3 dnia. Jest wskaźnikiem czułym, ale nieswoistym. Szczególnie istotnym jest narastanie miana CRP.)
- Prokalcytonina (PCT). Podwyższony poziom wskazuje na infekcję bakteryjną z towarzyszącym odczynem zapalnym. Ten hormon w przypadku zakażenia jest ektopowo wydzielany przez leukocyty, makrofagi i monocyty różnych zajętych narządów. Dodatkowo jego spadek o około 50% po 2-3 dniach, jest objawem prognostycznie bardzo korzystnym.